# 詩人の聲

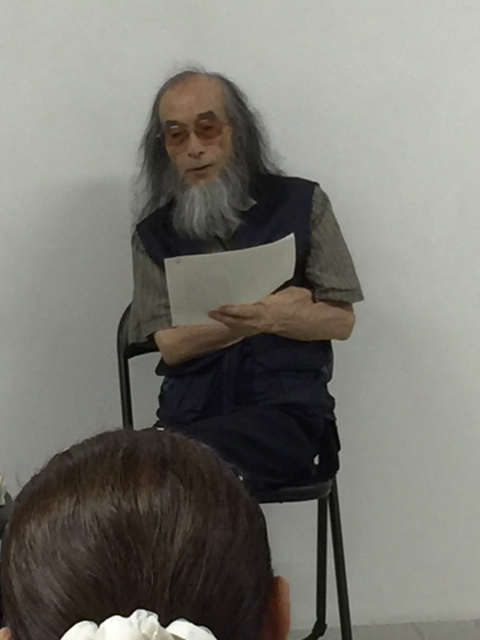
2016年8月5日　天沢退二郎公演、ギャルリー東京ユマニテにて

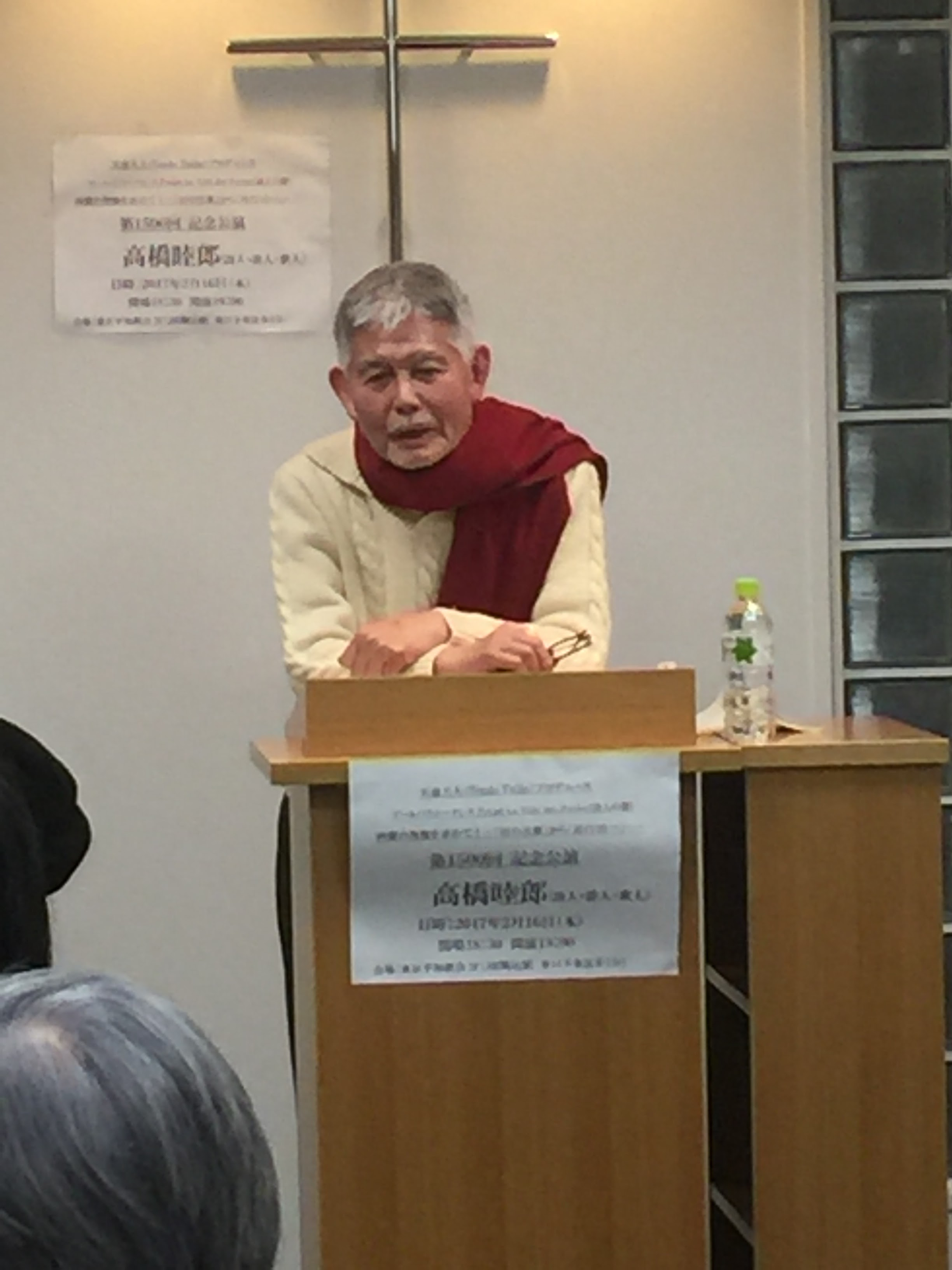
2017年2月14日　第1500回記念・高橋睦郎公演、東京平和教会にて

詩人の聲（しじんのこえ、正式名称・アートパフォーマンス Projet LaVoix des Poètes （詩人の聲））は、天童大人をプロデューサー、ディレクターとする、「詩人の肉聲を鍛え、日本語を世界に響かせる」という主旨のもと発足したプロジェクト、またはプロジェクト参加詩人、作家による公演名称。「詩人の聲」とも略称される。副題は『肉聲の復権を求めて！――「目の言葉」から「耳のコトバ」へ――』。
聲（こえ）は、耳で聞くもの、受け取る側の存在あってのものという信念から、「声」ではなく、旧漢字体の「聲」を用いている。
2006年10月14日発足。2017年2月16日の時点で1500回を刻み、2024年8月9日に2300回を刻み、現在も継続中。 

## 概要
東京を中心に、ほぼ3日に1回のペースで開催されている。それは「東京をいつでも詩の聴ける街にする」という信念によるものである。
また、「肉聲の復権」「詩人や作家の聲を育て、世界に日本語を響かせる」という主旨にのっとり、1回の公演につき出演者は1人、公演時間は1時間、発表するのは自分の作品のみ、原則としてノーマイク、ノーミュージックのスタイルを特徴としている。会場は主に画廊。
公演者は日本だけでなく、米国、ドイツ、セルビア、韓国出身の詩人・作家が参加しており、総数は180人にも上る。代表的な詩人として、白石かずこ、高橋睦郎、天沢退二郎、伊藤比呂美、稲葉真弓など。
関東を中心に活動しているが、名古屋など地方でも開催しており、1990年より恒例行事として、毎年5月か6月に長崎・対馬の和多都美神社で「天童大人 聲ノ奉納 in 対馬・和多都美神社」を行い、2022年5月、第33回までの開催で挙行を終える（萩尾望都も2009年に一度、参加している）。

## 概歴
2005年12月、東京のイタリア文化会館で開催された「日欧現代詩フェスティバル in 東京」を聴いていた天童大人は、日本の詩人たちの聲の貧弱さに驚愕し、このままでは世界の詩人たちに太刀打ちできないと危惧を感じるようになった。
2006年6月、天童大人が第14回ジェノバ国際詩祭へ、白石かずこと共に招待された際、世界遺産の会場で聲を放つが、白石かずこがマイクを使っても、肉聲の天童の聲にかなわないことに気付き、「肉聲を鍛えるための会を新たに立ち上げたら、最初に聲を出してくれるか」との問いに承諾を与え得天童は肉聲のロジェクトの創立を意する。
絵画との融合、コトバと絵の相乗効果を考え、主に画廊での開催を決める。
- 2006年10月14日‐ラウンドポエトリーリーディング（巡回朗読会）と称し、第1回目の公演を開催。（公演者:白石かずこ）[2]
- 2008年4月17日‐タイトルをLa Voix des Poètes（詩人の聲）に改名。（第201公演～）
- 2008年9月11日‐タイトルに「プロジェクト」を付加。（第250公演～）
- 2013年7月1日‐タイトルの「プロジェクト」を「Projet」に変更。（第965公演～）
- 2016年5月9日‐タイトルに「アートパフォーマンス」を付加。（第1396公演～）

## 公演記録
詩人の聲・公演記録

## 聲ノ奉納
正式名称・天童大人 聲ノ奉納 in 対馬・和多都美神社
1990年6月から、5月か6月の新月の日に、長崎県対馬の和多都美神社で行われている恒例行事。
1983年8月、長崎での朗唱公演を終えた天童大人が、当時主宰している同人詩「北十字」（キグヌス）の同人長岡毅の案内で、対馬に渡り、豊玉町に在る和多都美神社の一の鳥居（現在の二の鳥居）から聲を撃ち込んで見て、「古代の聲の道」を発見したことから始まる。長岡家は戦前まで和多都美神社の宮司だった縁から案内された。
拝殿まで5つ連なる鳥居のうち、満ち潮時には基部が海中に没する「一の鳥居」にて聲を奉納し、約230メートル離れた本殿、その奥に在る豊玉姫墳墓の奥の二つの丘にまで撃ち響かせる。また、立つ背後の浅茅湾にまで、聲を届けなくてはならない。
1993年から読売新聞が取材、その後西日本新聞、長崎新聞、対馬新聞などの新聞社が取材、地元のケーブルテレビCATVが取材し、放映される。
2005年9月30日、詩人田中佐知著『詩人の言霊』(思潮社)に、「福岡・対馬の旅１ー藤堂編集長とスタップとの出会い。2ー和多都美神社での即興朗唱」収録されている。2009年8月、「現代詩手帖」9月号に、漫画家萩尾望都が、「｛声｝の通り道ー天童大人「聲ノ奉納」」を発表。その後、エセイ集『一瞬と永遠と』（幻戯書房）と朝日文庫刊に、収録されている。

### 聲ノ奉納・公演記録
- 1990年6月 三輪山山頂「聲ノ奉納」
- 1991年4月15日「奉納朗唱 in 赤坂山王日枝神社」（東京都港区）
- 1990年6月23日 第1回「天童大人 聲ノ奉納 in 対馬・和多都美神社」出演者：天童大人 同行者：蕪木寿、田中佐知、協力：全日空・ニッカウィスキー・エアーニッポン
- 2003年5月30日 第14回「天童大人 聲ノ奉納 in 対馬・和多都美神社」出演者：天童大人
- 2005年5月8日 第16回「天童大人 聲ノ奉納 in 対馬・和多都美神社」出演者：天童大人
- 2007年6月15日 第18回「天童大人 聲ノ奉納 in 対馬・和多都美神社」出演者：天童大人
- 2009年6月23日 第20回「天童大人 聲ノ奉納 in 対馬・和多都美神社」出演者：天童大人・有働薫・杉原梨江子
- 2010年5月14日 第21回「天童大人 聲ノ奉納 in 対馬・和多都美神社」出演者：天童大人
- 2012年5月21日 第23回「天童大人 聲ノ奉納 in 対馬・和多都美神社」出演者：天童大人・紫圭子・原田道子・竹内美智代・細田傳造
- 2013年6月9日 第24回「天童大人 聲ノ奉納 in 対馬・和多都美神社」出演者：天童大人・紫圭子
- 2014年5月29日 第25回「天童大人 聲ノ奉納 in 対馬・和多都美神社」出演者：天童大人・紫圭子・原田道子・福田知子
- 2015年5月18日 第26回「天童大人 聲ノ奉納 in 対馬・和多都美神社」出演者：天童大人・紫圭子・友理
- 2016年6月5日 第27回「天童大人 聲ノ奉納 in 対馬・和多都美神社」出演者：天童大人・紫圭子・神泉薫・秦ひろこ
- 2017年5月第28回「天童大人 聲ノ奉納 in 対馬・和多都美神社」出演者：天童大人・紫圭子・神泉薫
- 2018年5月 第29回「天童大人 聲ノ奉納 in 対馬・和多都美神社」出演者：天童大人・紫圭子
- 2019年6月3日 第30回「天童大人 聲ノ奉納 in 対馬・和多都美神社」出演者：天童大人・紫圭子
- 2020年5月17日を緊急事態宣言の為10月17日に変更。第31回「天童大人 聲ノ奉納 in 対馬・和多都美神社」出演者：天童大人
- 2021年6月10日 第32回「天童大人 聲ノ奉納 in 対馬・和多都美神社」出演者：天童大人
- 2022年5月28日 第33回「天童大人 聲ノ奉納 in 対馬・和多都美神社」出演者：天童大人・友理・乙益由美子　この回を持って挙行を終える。

## 関連書籍

### 詩人の聲叢書
- 2015年5月に響文社より、新たな言語表現の在り処を探る「詩人の聲叢書」を創刊。
  - 第1巻 天童大人『長編詩 ピコ・デ・ヨーロッパの雪』（2015.5.15）
  - 第2巻 田中健太郎『エッセイ 旅ゆくヒトガタ』（2017.5.30）
  - 第3巻 竹内美智代『詩集 聲に乗せたことばたち――鹿児島の方言で――』（2017.5.13）
  - 第4巻 菊田守『詩集 ふるさと鷺宮の唄』（2018.11.30）
  - 第5巻 紫圭子『詩集 豊玉姫』（2017.5.15） 
  - 第6巻 稲葉真弓『選詩集　さよなら　は、やめときましょう』（2019.8.30）編集：天童大人・神泉薫
  - 第8巻 菊田守『生きる喜びの聲』(2019.4.30)

響文社社主の高橋哲雄氏が亡くなられたので、『詩人の聲叢書』は、全7巻で中止に。

## 主な参加詩人
ここでは、一部を除き計30回以上公演を行った公演者を表記する。
- 天童大人
- 白石かずこ
- 高橋睦郎
- 天沢退二郎
- 伊藤比呂美
- 稲葉真弓
- 筏丸けいこ
- 岩崎廸子
- 山口真理子
- 神泉薫
- 田中健太郎
- 長谷川忍
- 福田知子
- 紫圭子
- 禿慶子
- 原田道子
- 友理（柴田友理）
- 竹内美智代
- 平田俊子
- 野村喜和夫
- 建畠晢
- 馬場駿吉
- 北原千代
- 細田傳造